# Сардинский скудо
Сардинский скудо (итал. scudo sardo) — денежная единица, обращавшаяся на острове Сардиния до 1816 года. Делился на 2½ лиры, которые в свою очередь делились на 4 реале, 20 сольдо, 120 кальярезе или 240 денаро. Доппьета равнялась 2 скудо. В 1816 году сардинский скудо был заменён на сардинскую лиру.

## Монеты
В конце XVIII века имели хождение медные монеты достоинством в 1 и 3 кальярезе, биллоновые монеты достоинством в 1 сольдо, а также в ½ и 1 реале, серебряные монеты достоинством в ¼, ½ и 1 скудо, золотые монеты достоинством в 1, 2½ и 5 доппьета.